# 太宗李芳遠 (電視劇)
《太宗李芳遠》，為韓國KBS 1TV於2021年12月11日起播出的第34部大河連續劇，由《絕妙的遺產》的金亨日導演、《喪屍偵探》的沈在賢導演與《朝鮮神槍手》、《最強送餐員》的李政宇編劇合作打造。此劇講述打破了高麗舊秩序，創造朝鮮新秩序的「麗末鮮初」時期，李芳遠比任何人都站在朝鮮建國前沿的故事。

## 演員陣容

### 主要人物
| 演員   | 角色         | 介紹 |
| 朱相昱 | 李芳遠       | 太宗，奠定朝鮮五百年根基的第三代國王，太祖李成桂的第五子。他具有超人的頭腦和敏銳的判斷力，達到自己和家族的目的。為了達到目的，他具有毫不留情的冷靜。在威化島回軍時，他冒著生命危險守護家人。為了父親的大業，他砍下了尊敬的師父鄭夢周的頭。從那時起，原本關係密切的家人們各自懷着不同的想法散開了。在朝鮮建國時，李成桂將李芳遠和他的同母兄弟們從繼承人的位置徹底地排除了。因為火熱的憤怒和挫折感，他為了爭取絕對的權力，必須向兄弟和父親拔刀。其後，他壓著父親、砍下兄弟們登上了王位，因此對功臣十分的忌憚，過著孤獨的國王生活。最後，他回顧悔恨的人生，把自己擔負的國王之位禪讓給三子世宗李祹。 |
| 金永哲 | 李成桂       | 太祖，朝鮮開國君主，李芳遠的父親。他從邊防武將中推翻高麗，開創了朝鮮王朝，是一個懂得洞察世界的先驅，和能在危險中前進的男子漢。他遇上紅巾軍與倭寇，一次也沒有在戰鬥中失敗過，最後還擊潰了高麗這個巨大的對手。但是在與兒子李芳遠的鬥爭中，他卻兩次敗北。活下來的他，自此刻著永遠無法癒合的傷口。但是為了朝鮮的未來，他拉著兒子的手閉上了眼睛。 |
| 朴真熙 | 元敬王后閔氏 | 靜妃，太宗李芳遠的正妃。她是像熔岩一樣火熱的高麗女傑，被關在冰冷的朝鮮法度中死去。她以進取且熱情的態度，將丈夫打造為王。她是富麗雙全的名門望族出身，自幼嬌穎有名。婚後，她動用了驪興閔氏的所有力量和人脈成為造王者。最終，她登上王妃的寶座。當她認為一切都實現之時，太宗卻逐漸束縛住她，並牽制閔氏家族。以往一同克服苦難的夫妻，開始了慘烈的爭鬥。 |
| 芮智媛 | 神德王后康氏 | 顯妃，太祖李成桂的繼妃。天生具有政治感和果斷決斷力，有生以來，她一無所有。她出生於安樂的貴族家庭，遇到志向遠大的李成桂後登上了王妃的位置。她抓住權力的動向，機敏地行動，促使丈夫在開京貴族社會安家落戶，兒子和女兒都與有實力的家族結婚，擴大了政治勢力。朝鮮建國後，她威脅了鄭道傳等大臣，成功讓幼子坐上了世子的寶座。但就像上天決定拋棄她一樣，她突然生病了，在兒子年幼時逝世。她給李成桂留下了「請照顧好年幼的世子」的懇切遺言。 |

### 李芳遠的家人們
| 演員   | 角色     | 介紹 |
| 嚴孝燮 | 李芳雨   | 鎮安大君，李成桂之長子，李芳遠的長兄。出生在習武世家的學者型大兒子，個性循規蹈矩。看到父親和自己的兄弟們一起推翻高麗的樣子，他產生了深深的懷疑。在朝鮮王朝成立後，他最終以酒度日，在朝鮮開國一年後逝世。                                               |
| 金明水 | 李芳果   | 定宗，朝鮮第二代君主，李芳遠的次兄。性格豁達爽朗，有著濃厚的武人氣質。在李芳遠發動王子之亂掌握政權後，他為了安定民心，讓李芳遠坐上了世子的位置。其後，李成桂決定乾脆把王位傳給他，趕緊宣佈讓位。就這樣，他登上了王位，嚐到了之前從未體驗過的權力力量。 |
| 洪景仁 | 李芳毅   | 益安大君，李芳遠的三兄，因眼見李芳遠和李芳幹於第二次王子之亂中互相殘殺而抑鬱而死。雖然積極參與了清除鄭道傳和同父異母的弟弟們的事情，但在李芳遠和李芳幹開始爭吵時，他流着眼淚表示惋惜。在太宗即位後沒幾年便逝世了。                                     |
| 趙順昌 | 李芳幹   | 懷安大君，李芳遠的四兄。由於性格缺乏深思熟慮，經常被世人與李芳遠比較，加上李芳遠是家中唯一一位考上科舉的人，因此更加嫉妒他。在第二次王子之亂時，他試圖剷除李芳遠，事敗後被流放，在途中去世。                                                           |
|        | 韓氏     | 神懿王后，節妃，太祖李成桂的正妃，芳雨、芳果、芳毅、芳幹、芳遠五兄弟的母親。她是穿梭戰場的李成桂之賢內助，養育了五兄弟，度過了一輩子。她離開權力鬥爭猖獗的邊境，居住在抱川，為家人的安危祈禱、獻佛，最終因政局動盪而得病逝世。                         |
| 宣東爀 | 李之蘭   | 李成桂的結義兄弟，對李成桂非常的敬重。他是歸化高麗，與李成桂結為義兄弟的女真族將領。在李芳遠發動第一次王子之亂，殺死了鄭道傳，包圍了宮殿後，他為防止更多的犧牲，站在李芳遠一邊，一邊收拾殘局。生命末年，他為了懺悔在戰鬥中殺掉的人，剃度成為僧人。     |
| 太恆浩 | 李和尚   | 李之蘭的兒子，他與李成桂的兒子一起馳騁在戰場上，像親兄弟一樣相處。比起貪圖權力和財產，他更喜歡和人相處，更著重信義和義氣，特別是跟隨李芳遠。每當李芳遠遇到危險時，他都伸出雙臂站出來解決。偶爾，他毫無眼力見說出的話語，會刺痛別人的肺腑。             |
| 李元發 | 李和     | 義安大君，李成桂之庶弟，是李芳遠的堅定支持者。他在兩次王子之亂中幫助李芳遠，後來在剷除閔氏兄弟方面也走在前鋒。 |
| 金圭哲 | 閔霽     | 元敬王后之父，他是驪興閔氏家族的首長，當代大學者，穩重高尚，是大家尊敬的人物。當李芳遠察覺到要牽制外戚時，他多次向子女強調要自重，但最終還是無法改變子女的想法，其後逝世。                                                                             |
| 李應敬 | 宋氏     | 元敬王后之母，出身於高麗名門家族，每當閔氏遇到困難時，她都會在旁邊照顧女兒，並提出自己的建議。 |
| 金泰韓 | 閔無咎   | 元敬王后的兄弟，閔霽家的大兒子，具備了莊子的穩重感。雖然與元敬王后一起，積極任造王者的角色，但在太宗企圖剷除外戚後，此時迎來了死亡。 |
| 盧尚寶 | 閔無疾   | 元敬王后的兄弟，閔霽家的二兒子，和哥哥相比，他的耐性很差，性格衝動。所以在成為李芳遠造王者的事情上，他非常積極，在後來享受權力、揚威方面也非常積極，結果招致家族的禍患。                                                                               |
| 金真成 | 李芳碩   | 宜安大君，李成桂和神德王后康氏所生的小兒子，李芳遠之八弟。在母親的努力下，他登上了世子寶座，但沒能展現出世子應有的能力。結果，他被小時候救過自己性命的哥哥李芳遠殺死了。                                                                               |
| 吳勝俊 | 李芳蕃   | 撫安大君，李成桂和神德王后康氏所生的大兒子，李芳遠之七弟。他因未能登上世子寶座而不滿，很妒忌幼弟芳碩，這時第一次王子之亂發生。他消極地觀望，希望藉此機會登上世子寶座，但和弟弟一樣，最終在哥哥們的手中被殺死。                                         |
| 張泰勳 | 李濟     | 興安君，李成桂與神德王后所生之慶順公主的丈夫。他和李芳遠一起殺死了鄭夢周，同乘一條船，但在芳碩被立為世子後逐漸疏遠。結果，他在第一次王子之亂時被李芳遠殺死。                                                                                           |
| 金敘緣 | 定安王后 | 定宗李芳果的正妃 |
| 金彩蓮 | 慶慎公主 | 神懿王后之長女。 |
| 千智元 | 慶善公主 | 神懿王后之次女。 |
| 崔多慧 | 慶順公主 | 神德王后之三女，興安君李濟的妻子。 |
| 林藝珍 | 貞順公主 | 元敬王后之長女。 |
| 朴秀妍 | 慶貞公主 | 元敬王后之次女。 |
| 李泰利 | 李禔     | 讓寧大君，元敬王后之長子。 |
| 鄭時勳 | 李祜     | 孝寧大君，元敬王后之次子。 |
| 金珉基 | 李祹     | 忠寧大君，元敬王后之三子，後為朝鮮第四代王世宗。 |
| 李珠恩 | 孝嫔金氏 | 原為元敬王后的侍女，被太宗召幸，並懷了身孕，產下王子李裶，後被封為孝順宮主。 |

### 朝鮮大臣
| 演員   | 角色   | 介紹 |
| 李光基 | 鄭道傳 | 奉化伯，開國功臣，門下侍郎、判三司事，後在第一次王子之亂中被李芳遠殺死。與李成桂攜手建立朝鮮的革命家。他雖然是平定亂世的英雄，但政治策略卻十分薄弱。因此，在朝鮮建國後，他遵從李成桂的旨意，將太祖的八子宜安大君立為世子。由於廢長立幼令其他年長的王子們非常不滿，而他亦沒有制定對策，所以增加了禍根。最終，他被突襲而喪命，朝鮮建國後的亂局，最後由李芳遠來收拾。                             |
| 南成鎮 | 河崙   | 李芳遠的支持者，後任領議政府事。除了歷史、文學、哲學之外，在觀賞、風水方面也淵博的多才多藝人物。最重要的是，他精通處世。在高麗末期，作為改革派新晉士大夫的一員，他也是保守派李仁任的侄女婿，橫跨兩派勢力。雖然一路高升，但自從朝鮮建國後，他們就成為舊勢力，是政治舞臺上的落伍者。但是精通面相學的李芳遠聽到自己「隆準龍顏」的傳聞後，通過閔霽與他結緣。他以此為契機，成為他最親近的政治參謀。 |
| 盧永國 | 趙浚   | 李芳遠的支持者，後任領議政府事。麗末鮮初的學者和理論家，土地制度的專家。在朝鮮建國後，他在冊封世子時支持李芳遠，開始走向和鄭道傳不同的道路。在第一次王子之亂發生時，他經過長時間的思考，支持李芳遠並存活了下來。在太宗即位至死，一直在宰相的地位上，致力於朝鮮的全局。他與河崙等人共同完成了編纂《經濟六典》。                                                                                 |
| 金範來 | 趙英茂 | 堅守原則和信念，直到死為止忠於太宗的資深行動隊長。他本是李成桂的士兵出身，被李成桂賞識武藝，任用為將帥。在第一次王子之亂時，他與李芳遠志同道合，展現了無條件的忠貞，受到了李芳遠無比的信任。 |
| 金建   | 趙英珪 | 李芳遠的支持者，在圍剿倭寇上立了功。他是李成桂私兵出身，之後與李芳遠謀劃，在善竹橋擊殺鄭夢周。 |
| 金永基 | 權近   | 當代的天才和外交家，名門望族出身的性理學家。他在小小年紀就考上了科舉，是一位學術見識高、外交能力出眾的人物。 |
| 朴有勝 | 尹紹宗 | 高麗末期的文臣，與趙浚、鄭道傳等一起主導私田改革，為朝鮮建國立下汗馬功勞。然則，在朝鮮建國前，他因病痛而遺憾地逝世。 |
| 李基列 | 南誾   | 鄭道傳的支持者，他是高麗末期的文臣，之後與鄭道傳一起擁戴李成桂為王，在朝鮮開國後作為鄭道傳的友好勢力活躍朝政。但在第一次王子之亂時，他被李芳遠殺死。 |
| 鄭泰祐 | 李叔蕃 | 李芳遠的親信。1398年（太祖7年）協助李芳遠除去異母弟弟李芳碩、鄭道傳、南誾、李芳碩丈人沈孝生等立下功勞。1402年（太宗2年）協助平定趙思義之亂。本性狂妄，憑著功績與太宗的寵愛，傲慢無禮，多次遭到的彈劾。最終被削去官職，1417年被流放到慶尚道咸陽。 |
| 李玄均 | 朴訔   | 以深厚的忠誠成為宰相寶座的人物。從第一次王子之亂立功開始成為李芳遠的親信。準確把握李芳遠的心思，將忠寧大君立爲國本，帶頭剷除外戚，戰勝李淑蕃，登上右議政的位置。 |
| 林湖   | 柳廷顯 | 朝鮮初期的文臣。世宗治世期領議政兼三軍都統士，總指揮對馬島征伐。 |
| 姜志燮 | 黃喜   | 主要負責從太宗得到御命後執行。從26集開始登場，官職從知申事、工曹判書到判漢城府事。太宗李芳遠決定廢除長子的世子資格，改立三子忠寧大君為世子時，黃喜以維護王室傳統，主張應由嫡長子繼承王位，於是太宗以包庇世子惡行將其流配至鄉下。而後世宗看中其才能又召回黃喜並加以重用。從太宗到文宗時期，擔任領議政時間最長的有領議政18年、左議政5年、右議政1年，共24年。                                     |
| 車基煥 | 李居易 | 雖然以節制使身份反對世子李芳遠革除私兵制度，但最終失去職務，被降職爲桂林府尹。在趙思義之亂發生時重返朝廷，與太宗一起出征鎮壓。曾在出征前對趙英茂表示對太宗的不滿。鎮壓趙思義之亂後，趙英茂告訴李芳遠此事後，與兒子一起遭到流配。長子李薆與太祖長女慶慎公主締結姻緣，而太宗的長女貞順公主也與其四男李伯剛結為夫婦，與王室是親上加親的關係。                                                     |

### 高麗人物
| 演員   | 角色   | 介紹 |
| 林智圭 | 禑王   | 本名王禑，高麗的第三十二代國王，他醉酒後經常暴政，甚至可以隨意殺害無辜的內侍或妓生。為反對明朝設立鐵嶺衛，他下令李成桂和曹敏修進行遼東征伐，並命崔瑩親自指揮軍隊。但是，膽小的他為了自己的安全，把他放在身邊。結果，李成桂發動叛亂，禑王則帶領宦官突襲李成桂的家。雖然抵抗到了最後，但還是被李成桂廢黜。 |
| 朴亨俊 | 恭讓王 | 本名王瑤，高麗的第三十四代國王。高麗末代國王，後被李成桂逼迫讓位於李成桂，後與其子及高麗宗室全部都被李成桂殺死。 |
| 宋龍台 | 崔瑩   | 高麗的堅定支持者，門下侍中、判密直事，於威化島回軍後被李成桂處死。 |
| 崔鐘煥 | 鄭夢周 | 高麗的堅定支持者，守門下侍中，後因反對李成桂篡位，被李芳遠在善竹橋殺死。他是最後剩下的高麗忠臣和學者，因名望很大，李成桂也不敢隨便動他。李成桂想盡辦法讓他成為自己的人，但他察覺到了李成桂的謀反意圖，因此不惜生命試圖將他除掉。結果在光天化日之下，在開京百姓的注視下，遭到李芳遠的突襲而喪命。         |
| 南明烈 | 李穡   | 高麗的堅定支持者，門下侍中、韓山府院君，李成桂篡位後為高麗殉死。 |
| 任秉基 | 邊安烈 | 高麗末期武臣，為了牽制李成桂，恭讓王任命他為領三司事，試圖復興高麗。但因牽連到金佇事件，他最終被殺死。 |
| 金甫美 | 王大妃 | 定妃安氏，高麗第三十一代國王恭愍王之妃。她是在禑王、昌王、恭讓王時期，三次下達廢王位詔書，最後把玉璽交給李成桂後，見證高麗落幕的悲慘女人。 |
| 朴祥朝 | 曹敏修 | 與李成桂一起領導威化島回軍，後任門下侍中，因在高麗王位繼承問題上和李成桂對立，在政治鬥爭中被李成桂排擠而流放，最後死在流放地。 |
| 崔恩碩 | 金佇   | |

## 收視率
| 集數       | 播出日期   | AGB收視率        | AGB收視率      | TNMS收視率       |
| 集數       | 播出日期   | 大韓民國（全國） | 首爾（首都圈） | 大韓民國（全國） |
| ---------- | ---------- | ---------------- | -------------- | ---------------- |
| 1          | 2021/12/11 | 8.7%             | 7.8%           | 7.9%             |
| 2          | 2021/12/12 | 9.4%             | 8.7%           | 8.6%             |
| 3          | 2021/12/18 | 8.8%             | 8.0%           | 9.2%             |
| 4          | 2021/12/19 | 9.2%             | 8.2%           | 8.4%             |
| 5          | 2021/12/25 | 8.7%             | 8.2%           |                  |
| 6          | 2021/12/26 | 6.7%             | 6.1%           | 6.2%             |
| 7          | 2022/01/01 | 7.4%             | 6.6%           | 5.3%             |
| 8          | 2022/01/02 | 10.2%            | 9.3%           | 7.2%             |
| 9          | 2022/01/08 | 10.0%            | 9.2%           | 8.2%             |
| 10         | 2022/01/09 | 10.2%            | 8.9%           | 7.5%             |
| 11         | 2022/01/15 | 11.0%            | 9.9%           | 7.7%             |
| 12         | 2022/01/16 | 11.2%            | 10.6%          | 8.4%             |
| 13         | 2022/02/26 | 8.0%             | 7.0%           | 6.8%             |
| 14         | 2022/02/27 | 9.0%             | 8.4%           | 8.5%             |
| 15         | 2022/03/05 | 8.9%             | 8.1%           | 7.0%             |
| 16         | 2022/03/06 | 9.5%             | 8.8%           | 8.4%             |
| 17         | 2022/03/12 | 9.0%             | 8.1%           | 8.4%             |
| 18         | 2022/03/13 | 9.7%             | 9.4%           | 8.5%             |
| 19         | 2022/03/19 | 9.9%             | 8.6%           | 8.7%             |
| 20         | 2022/03/20 | 9.9%             | 8.7%           | 9.0%             |
| 21         | 2022/03/26 | 9.5%             | 8.9%           | 9.4%             |
| 22         | 2022/03/27 | 10.0%            | 9.1%           | 9.4%             |
| 23         | 2022/04/02 | 10.1%            | 9.1%           |                  |
| 24         | 2022/04/03 | 10.7%            | 9.8%           | 9.2%             |
| 25         | 2022/04/09 | 9.5%             | 8.1%           |                  |
| 26         | 2022/04/10 | 11.5%            | 10.1%          |                  |
| 27         | 2022/04/16 | 9.3%             | 8.4%           | 8.3%             |
| 28         | 2022/04/17 | 11.7%            | 10.5%          | 9.5%             |
| 29         | 2022/04/23 | 10.2%            | 9.1%           | 8.4%             |
| 30         | 2022/04/24 | 11.3%            | 9.9%           | 9.8%             |
| 31         | 2022/04/30 | 10.7%            | 10.0%          | 9.1%             |
| 32         | 2022/05/01 | 11.5%            | 10.4%          | 9.0%             |
| 平均收視率 | 平均收視率 | 9.7%             | 8.8%           | －               |
| 特別篇     | 2022/02/19 | 5.4%             | 4.7%           | 5.2%             |

- 收視最低的集數以藍色表示，收視最高的集數以紅色表示，而空格則表示該集的收視沒有相關數據。

## 同時段作品
週五六時段劇集
- MBC 金土連續劇：《衣袖紅鑲邊》、《Tracer》、《明天》
- SBS 金土連續劇：《現正分手中》、《解讀惡之心的人們》、《Again My Life》
- tvN 金土連續劇：《Happiness》、《Bad and Crazy》

週末時段劇集
- KBS2 週末連續劇：《紳士與小姐》、《現在很美麗》
- tvN 週末連續劇：《智異山》、《不可殺：永生之靈》、《二十五，二十一》、《我們的藍調》
- OCN 週末經典連續劇：《Chimera》
- JTBC 週末連續劇：《具景伊》、《雪降花》、《氣象廳的人們：社內戀愛殘酷史篇》、《我的解放日記》

週日時段劇集
- OCN 週日經典連續劇：《優越的一天》

## 記事
- 此劇是KBS大河連續劇繼2016年的《蔣英實》後，中斷五年後恢復製作的作品[5]。
- 此劇在太祖落馬場面拍攝現場用鋼絲強行倒馬的影片被公開後，拍攝手法引發了虐待動物的爭議。該匹馬在拍攝一週後死亡[6]，因此自2022年1月22日起停播[7]。

## 外部連結
- 韓國KBS官方網站

| KBS1 大河劇                            | KBS1 大河劇                                   | KBS1 大河劇 |
| -------------------------------------- | --------------------------------------------- | ----------- |
|                                        | 太宗李芳遠 （2021年12月11日－2022年5月1日）   |             |
| 蔣英實 （2016年1月2日－2016年3月26日） | 高麗契丹戰爭 （2023年11月11日—2024年3月10日） |             |

| 全世界 KBS World UTC+9 星期日 16:10 - 18:00（兩集連播） · 1月9日 15:45 - 18:00（兩集連播） | 全世界 KBS World UTC+9 星期日 16:10 - 18:00（兩集連播） · 1月9日 15:45 - 18:00（兩集連播） | 全世界 KBS World UTC+9 星期日 16:10 - 18:00（兩集連播） · 1月9日 15:45 - 18:00（兩集連播） |
| ------------------------------------------------------------------------------------------ | ------------------------------------------------------------------------------------------ | ------------------------------------------------------------------------------------------ |
|                                                                                            | 太宗李芳遠 （第1-12集） （2022年1月9日－2022年2月13日）                                    |                                                                                            |
| 綜藝節目重播輪                                                                             | 綜藝節目重播輪                                                                             |                                                                                            |
| UTC+9 星期四至五 22:05 - 23:05                                                             |                                                                                            |                                                                                            |
| 花開時想月 （2022年1月6日－2022年3月4日）                                                  | 太宗李芳遠 （第13-32集） （2022年4月21日－2022年6月24日）                                  | 真劍勝負 （2022年10月13日－2022年11月17日）                                                |